# Isooktan
Isooktan (též iso-oktan, izooktan či izo-oktan, systematický název 2,2,4-trimethylpentan) je izomer oktanu, který definuje hodnotu 100 na stupnici pro měření oktanového čísla (hodnotu 0 má n-heptan). Tvoří důležitou složku benzinových paliv – podíl izooktanu v palivové směsi je přímo úměrný míře její rezistence vůči možnému samovznícení → vyšší podíl izooktanu v benzínu znamená jeho vyšší odolnost vůči autoiniciacím, což lze po praktické stránce vysvětlit tak, že u benzinů s nižším oktanovým číslem se stává, že ve válci motoru dojde k iniciaci palivové směsi předčasně, a to během komprese, kdy se směs samovznítí rostoucím tlakem; tomuto problému umí benziny s vyššími oktanovými čísly předcházet.
Isooktan se v masovém měřítku vyrábí v petrochemickém průmyslu, obvykle jako směs s příbuznými uhlovodíky. Při alkylačním procesu se alkyluje isobutan isobutylenem se silnou kyselinou jako katalyzátorem. V procesu NExOCTANE se isobutylen dimerizuje na isookten a ten potom hydrogenuje na isooktan.